# آرتي (مانغا)
آرتي (باليابانية: アルテ، بالروماجي: Arute) هي سلسلة مانغا يابانية من تأليف كي أوهكوبو، نشرت من قبل توكوما شوتين، في مجلة Monthly Comic Zenon، منذ 25 أكتوبر عام 2013. أنتجت إلى مسلسل أنمي تلفزيوني من قبل استوديو سفين آركز، عرض الأنمي منذ 4 أبريل عام 2020.

## القصة
تدور أحداث القصة في أوائل القرن السادس عشر في فلورنسا بإيطاليا، عن فتاة اسمها آرتي هي الابنة الوحيدة لأسرة سباليتي النبيلة، كانت آرتي منذ طفولتها لديها موهبة رسم غير عادية، ولكن عندما توفي والدها، حاولت والدتها إجبارها على التخلي عن حبها للرسم والعثور على شاب نبيل للزواج في أقرب وقت ممكن من أجل إنقاذ العائلة من الخراب. ترفض آرتي أن تتخلى عن أحلامها، وتبدأ في البحث عن معلم رسم للعمل معه، على أمل أن تصبح يومًا ما معلمة رسم، يلفت تصميمها القوي في النهاية انتباه رسام شاب اسمه ليو ولكنه غير معروف، الذي قبلها أخيرًا كمتدرب له.

## الشخصيات
آرتي سباليتي (باليابانية: アルテ، بالروماجي: Arute)
مؤدية الصوت: ميكاكو كوماتسو
ليو (باليابانية: Leo، بالروماجي: レオ)
مؤدي الصوت: كاتسويوكي كونيشي
أنجيلو باركا (باليابانية: アンジェロ، بالروماجي: Anjero)
مؤدي الصوت: جونيا إينوكي
فيرونيكا (باليابانية: ヴェロニカ، بالروماجي: Veronika)
مؤدية الصوت: ساياكا أوهارا
يوري (باليابانية: ユーリ، بالروماجي: Yūri)
مؤدي الصوت: كوسكي توريومي
كاتالينا (باليابانية: カタリーナ، بالروماجي: Katarīna)
مؤدية الصوت: ماو إيتشيميتشي
داتشا (باليابانية: ダーチャ، بالروماجي: Dācha)
مؤدي الصوت: كيونو ياسونو

## وصلات خارجية
- آرتي  على موقع Monthly Comic Zenon باللغة اليابانية
- موقع الأنمي الرسمي باللغة اليابانية
- آرتي (مانغا) على موقع ANN manga (الإنجليزية)